# Nielsonia praestigia
Nielsonia praestigia är en insektsart som beskrevs av Young 1977. Nielsonia praestigia ingår i släktet Nielsonia och familjen dvärgstritar. Inga underarter finns listade i Catalogue of Life.